# Sony Vision-S
Sony Vision-S je koncept elektrického vozu vytvořený společností Sony a představený na veletrhu CES 2020 v Las Vegas. Sony při výrobě spolupracovala s mnoha dalšími firmami – Magna Steyr, Continental AG, Elektrobit, Benteler, Bosch. Vozidlo bylo testováno v Rakousku.

## Technologie
Automobil má sadu senzorů, které zajišťují částečnou autonomnost vozidla a pomáhají při jízdě řidiči. Kamery monitorují okolí a řidiče, přičemž kontrolují i pohyby jeho rtů a analyzují je. Na vozidle se nachází i LiDAR. Okolí vozu snímá i 18 radarů. Všechny tyto senzory fungují i na objekty ve vzdálenosti 300 metrů, což umožňuje rychlou jízdu.
Senzory:
- LiDAR – 4
- Radar – 18
- Kamery – 18

Vozidlo má vyvinutý systém vzduchových pružin. Z 0 na 100 se vozidlo dostane za 4,8 sekundy. Maximální rychlost vozu je 248 km/h. Sony při výrobě vozu spolupracovalo se společností Magna Steyr, v jejíchž továrnách se vyrábějí automobily mnoha jiných automobilek, např. Toyota, BMW či Mercedes-Benz. Vozidlo stojí na nové elektrické platformě, která je vytvořená na míru tomuto vozu. Automobil by měl mít i funkci hraní počítačových her, které by běžely přímo na palubním počítači.

## Design

### Interiér
Interiéru dominuje širokoúhlý dotykový displej, který se nachází na palubní desce. Na bocích tohoto displeje nalezneme výstupy z kamer místo zpětných zrcátek. Uvnitř vozu nalezneme ozvučnou soupravu a sadu reprodukturů 360 Reality Sony.

### Exteriér
Vozidlo vzniklo ve čtyřech barvách – placid white (bílá), blaze red (červená), tidal silver (stříbrná), core black (černá). Celá kabina je prosklená.

## Výroba
Vozidlo je podle Sony zatím pouze koncept, který má ukázat možnosti nových technologií. Ve vzdálenější budoucnosti však připouští sériovou výrobu.